# Російсько-сербські відносини
Російсько-сербські відносини — відносини між Російською Федерацією та Республікою Сербія.

## Історія
Вже у XVIII столітті були невдалі спроби створення в Російській імперії автономій австрійських сербів (Нова Сербія в Центральній Україні та Слов'яносербія в Східній Україні).
Російська імперія сприяла відновленню у ХІХ столітті сербської державності під час воєн із Туреччиною. Однак надалі відносини двох країн складалися неоднозначно. Влада Російської імперії не схвалювала дії Белграда в Балканських війнах, проте надала Сербії істотну допомогу. Наприклад, Російський червоний хрест на обидві Балканські війни витратив понад 1 млн рублів, зокрема 33,60 % дісталося Сербії, тоді як Туреччині — лише 1,58 % від цього обсягу допомоги.
У Першу світову війну Російська імперія виступила на боці Сербії в її конфлікті з Австро-Угорщиною.
Відносини між СРСР та Белградом складалися не дуже добре. Королівство Югославія визнало СРСР лише 1940 року (останньої з балканських країн), а доти служило притулком для білоемігрантів.
Відносини з титовською Югославією розвивалися нерівно: до 1948 року вони були дуже близькими, потім різко погіршилися і незабаром їх було розірвано. Після смерті Сталіна двосторонні відносини покращилися (СФРЮ навіть брала участь у роботі структур РЕВ, хоча не стала повноправним членом цієї організації), але Белград тримався окремо в соціалістичному світі, не підтримуючи радянську політику втручання у справи соціалістичних країн та зберігаючи добрі відносини зі США. При цьому Югославія мала велику вигоду з торгівлі з СРСР, а також змогла отримати радянські дешеві кредити (надалі їх значною мірою було списано).
Розпад СРСР сприймався в Югославії скептично. Розпад Югославії викликав хвилю співчуття в Росії до сербів: до Сербії потяглися російські добровольці, а влада РФ підтримала Белград під час Косовського конфлікту.